# Campanya de les Illes Aleutianes
La campanya de les Illes Aleutianes va ser una campanya militar dels Estats Units i el Japó a les Illes Aleutianes, part del Territori d'Alaska, al teatre d'operacions americà i de la Guerra del Pacífic de la Segona Guerra Mundial a partir del 3 de juny de 1942. En les dues úniques invasions dels Estats Units durant la guerra, una petita força japonesa va ocupar les illes d'Attu i Kiska, on la llunyania de les illes i les dificultats afegides que suposaven el clima i del terreny van retardar gairebé un any l'arribada d'una força nord-americana més gran per expulsar-les. El valor estratègic de les illes era la seva capacitat de controlar les rutes de transport del Pacífic, és per això que el general dels Estats Units Billy Mitchell va declarar al Congrés dels Estats Units el 1935: "Crec que en el futur, qui tingui Alaska dominarà el món. Crec que és el lloc estratègic més important del món". Els japonesos van raonar que el control dels Aleutians impediria un possible atac dels Estats Units al Pacífic Nord. De la mateixa manera, els EUA temien que les illes s'utilitzessin com a bases per a dur a terme un atac aeri a escala completa sobre ciutats de la Costa Oest dels Estats Units com Anchorage, Seattle, San Francisco o Los Angeles.
La batalla per reclamar Attu es va llançar l'11 de maig de 1943 i es va completar després d'una última càrrega banzai japonesa el 29 de maig. El 15 d'agost de 1943, una força d'invasió va aterrar a Kiska arran d'un sostingut bombardeig de tres setmanes, només per descobrir que els japonesos s'havien retirat de l'illa el 29 de juliol.
La campanya es coneix com la "batalla oblidada", causa de la seva eclosió de la campanya de Guadalcanal simultània (del 7 d'agost de 1942 al 9 de febrer de 1943). Els historiadors militars creuen que va ser un atac per pura diversió durant la batalla de Midway, destinat a treure la flota del Pacífic nord-americà des de l'atoll de Midway, ja que es va llançar simultàniament sota el mateix comandant, Isoroku Yamamoto. Alguns historiadors han defensat aquesta interpretació, creient que els japonesos van envair els Aleutians per protegir el seu flanc nord i no ho van pretendre com un divertimento.